# Phil Perkins
Phil Perkins (Londra, 1º novembre 1961) è un archeologo ed etruscologo britannico, professore di archeologia nel dipartimento di studi classici della The Open University.

## Biografia
Phil Perkins ha studiato all'University College di Londra e si è specializzato in archeologia all'UCL Institute of Archaeology della stessa università londinese. Ha conseguito il dottorato di ricerca (PhD) all'University of London. Dopo gli studi universitari nel Regno Unito ha vissuto per cinque anni in Italia collaborando con la British School at Rome, e insegnando nella sede romana del Saint Mary’s College. Dagli anni '80 si occupa di archeologia della civiltà etrusca. Ha condotto campagne di scavo nella Toscana meridionale nell'Ager Cosanus nella valle dell'Albegna, al Podere Tartuchino nel comune di Semproniano e a Poggio Colla nel Mugello nella Toscana nord-orientale. Ha curato il catalogo del bucchero presente nella collezione del British Museum. Dal 1995 lavora per la The Open University di cui è professore di archeologia nel dipartimento di studi classici.

## Opere
- (EN)  Etruscan Settlement, Society and Material Culture in Central Coastal Etruria, J. and E. Hedges, Oxford, 1999;[1]
- (EN)  Etruscan Bucchero in the British Museum, The British Museum Press, Londra, 2007;[1]
- (EN)  Excavations at Le Mura di Santo Stefano, Anguillara Sabazia,  Papers of the British School at Rome, 77 (2009) (pp. 159-223);[1]
- (EN)  The Villa Pigneto Sacchetti excavation: a new interpretation,  Papers of the British School at Rome, 77 (2009) (pp. 273-290);[1]
- (EN)  DNA and Etruscan Identity, in "Perkins, Philip and Swaddling, Judith eds. Etruscan by Definition: Papers in Honour of Sybille Haynes. The British Museum Research Publications (173) (pp. 95-111), The British Museum Press, Londra, 2009;[1]
- (EN)  The Etruscans, their DNA and the Orient, in "Duistermaat, Kim and Regulski, Ilona eds. Intercultural Contacts in the Ancient Mediterranean: [1]Proceedings of the International Conference at the Netherlands-Flemish Institute in Cairo, 25th to 29th October 2008. Orientalia Lovaniensia Analecta (202) (pp. 171-180), Peeters, Leuven 2011;[1]
- (EN)  The bucchero childbirth stamp on a late Orientalizing period shard from Poggio Colla , Etruscan Studies, 15(2) 2012 (pp. 146-201);[1]
- (EN)  Cosa and the Ager Cosanus in Cooley, Alison E. ed. A Companion to Roman Italy (pp. 378-400), Wiley-Blackwell, Chichester 2016;[1]
- (EN)  DNA and Etruscan identity in (a cura di Alessandro Naso) Etruscology (pp. 109-118) De Gruyter, Berlino 2017;[1]
- (EN)  The landscape and environment of Etruria, in (a cura di Alessandro Naso) Etruscology (pp. 1239-1250), De Gruyter, Berlino 2017.[1]